# Ilaria Rigon
Ilaria Rigon (Vicenza, 26 gennaio 1995) è una calciatrice italiana, di ruolo centrocampista.

## Carriera

### Club
Nata a Vicenza nel 1995, ha esordito in Serie B proprio con il Vicenza il 6 dicembre 2009, ad ancora 14 anni, entrando all' 87' della vittoria per 2-0 sul campo del Gordige alla 6ª di campionato. Arrivato 3º in classifica, il Vicenza viene ripescato in A2, nella quale Rigon debutta il 26 settembre 2010, subentrando al 70' nella sconfitta interna per 3-1 contro la Fortitudo Mozzecane alla 1ª di campionato. Segna la sua prima rete in maglia biancorossa il 29 gennaio 2012, realizzando all' 82' la rete del momentaneo 3-2 nella sconfitta per 4-2 in trasferta contro il Valpolicella alla 13ª di A2. Termina l'esperienza vicentina nel 2013, dopo 4 stagioni con 64 presenze e 4 reti e con un 3º posto in B e 3 stagioni in A2, nelle quali arriva rispettivamente 5ª, 13ª e 11ª, retrocedendo in entrambe le ultime 2 stagioni, nel primo caso dopo il play-out con il Castelvecchio, venendo però ripescata in Serie A2 nell'estate 2012.
Nell'estate 2013 va a giocare in Serie A, al Valpolicella, esordendo in massima serie il 28 settembre 2013, entrando all' 85' del pareggio casalingo per 3-3 con la Res Roma alla 1ª di campionato. Rimane in A un solo anno, retrocedendo in Serie B al play-out contro il Como 2000, dopo aver ottenuto un 10º posto in classifica. La stagione successiva manca il ritorno in massima serie terminando 2ª. Chiude dopo 2 stagioni con 44 partite giocate.
Rimane nel Veronese anche per la stagione 2015-2016, passando alla Pro San Bonifacio, con la quale debutta il 18 ottobre 2015, giocando tutti i 90 minuti nello 0-0 in casa contro il Pordenone alla 1ª di campionato. Segna il suo primo gol il 1º maggio 2016, realizzando al 1' la rete dell'1-0 nel successo interno per 5-0 sul New Team Ferrara alla 19ª di B. Rimane in biancoblu 3 stagioni, ottenendo 64 apparizioni e 10 gol, ottenendo un 2º posto, un 3º ed un 1º nel girone C nell'ultima stagione, nella quale però manca la promozione in A dopo le due sconfitte agli spareggi contro Orobica (ai rigori) e Pink Sport Time.
Nell'estate 2018 entra nella rosa della nuova società Lady Granata Cittadella, nata dalla fusione tra Pro San Bonifacio e Femminile Bassano e partecipante alla Serie B. Esordisce in granata il 14 ottobre 2018, giocando tutta la gara pareggiata per 1-1 sul campo del San Zaccaria (poi diventato nel corso della stagione Ravenna) alla 1ª di campionato.

## Statistiche

### Presenze e reti nei club
Statistiche aggiornate al 5 maggio 2019.
| Stagione                 | Squadra                  | Campionato               | Campionato | Campionato | Coppe nazionali | Coppe nazionali | Coppe nazionali | Coppe continentali | Coppe continentali | Coppe continentali | Altre coppe | Altre coppe | Altre coppe | Totale | Totale |
| Stagione                 | Squadra                  | Comp                     | Pres       | Reti       | Comp            | Pres            | Reti            | Comp               | Pres               | Reti               | Comp        | Pres        | Reti        | Pres   | Reti   |
| ------------------------ | ------------------------ | ------------------------ | ---------- | ---------- | --------------- | --------------- | --------------- | ------------------ | ------------------ | ------------------ | ----------- | ----------- | ----------- | ------ | ------ |
| 2009-2010                | Vicenza                  | B                        | 8          | 0          | CI              | ?               | ?               | -                  | -                  | -                  | -           | -           | -           | 8      | 0      |
| 2010-2011                | Vicenza                  | A2                       | 11         | 0          | CI              | ?               | ?               | -                  | -                  | -                  | -           | -           | -           | 11     | 0      |
| 2011-2012                | Vicenza                  | A2                       | 25+1       | 4          | CI              | ?               | ?               | -                  | -                  | -                  | -           | -           | -           | 26     | 4      |
| 2012-2013                | Vicenza                  | A2                       | 19         | 0          | CI              | ?               | ?               | -                  | -                  | -                  | -           | -           | -           | 19     | 0      |
| Totale Vicenza           | Totale Vicenza           | Totale Vicenza           | 64         | 4          | -               | ?               | ?               | -                  | -                  | -                  | -           | -           | -           | 64     | 4      |
| 2013-2014                | Valpolicella             | A                        | 23         | 0          | CI              | ?               | ?               | -                  | -                  | -                  | -           | -           | -           | 23     | 0      |
| 2014-2015                | Valpolicella             | B                        | 21         | 0          | CI              | ?               | ?               | -                  | -                  | -                  | -           | -           | -           | 21     | 0      |
| Totale Valpolicella      | Totale Valpolicella      | Totale Valpolicella      | 44         | 0          | -               | ?               | ?               | -                  | -                  | -                  | -           | -           | -           | 44     | 0      |
| 2015-2016                | Pro San Bonifacio        | B                        | 12         | 1          | CI              | ?               | ?               | -                  | -                  | -                  | -           | -           | -           | 12     | 1      |
| 2016-2017                | Pro San Bonifacio        | B                        | 23         | 3          | CI              | ?               | ?               | -                  | -                  | -                  | -           | -           | -           | 23     | 3      |
| 2017-2018                | Pro San Bonifacio        | B                        | 27+2       | 6          | CI              | ?               | ?               | -                  | -                  | -                  | -           | -           | -           | 29     | 6      |
| Totale Pro San Bonifacio | Totale Pro San Bonifacio | Totale Pro San Bonifacio | 64         | 10         | -               | ?               | ?               | -                  | -                  | -                  | -           | -           | -           | 64     | 10     |
| 2018-2019                | Cittadella               | B                        | 21         | 1          | CI              | 2               | 0               | -                  | -                  | -                  | -           | -           | -           | 23     | 1      |
| Totale carriera          | Totale carriera          | Totale carriera          | 193        | 15         | -               | 2+              | 0+              | -                  | -                  | -                  | -           | -           | -           | 195    | 15     |

## Palmarès

### Club

#### Competizioni nazionali
- Campionato italiano di Serie B: 1

Pro San Bonifacio: 2017-2018 (girone C)